# 板取村立板取第一小学校
板取村立板取第一小学校 （いたどりそんりつ いたどりだいいちしょうがっこう）は、かつて岐阜県武儀郡板取村（現・関市）に存在した公立小学校。

## 概要
- 元は門出小学校である。1968年に白谷小学校を統合したと同時に板取第一小学校に改称している[注釈 2]。1997年、板取北小学校と統合し、板取小学校の新設により廃校。
- 校区は板取村の南部（白谷・門出など）であった。
- 体育館は関市板取門出体育館として利用されている。

## 沿革
- 1873年（明治6年） - 武儀郡松谷村[1]に門出学校が開校。
- 1886年（明治19年） - 新築移転。門出簡易小学校に改称する。
- 1890年（明治23年） - 門出尋常小学校に改称する。
- 1911年（明治44年） - 新築移転。
- 1941年（昭和16年）4月1日 - 門出国民学校に改称する。
- 1947年（昭和22年）4月1日 - 板取村立門出小学校に改称する。
- 1968年（昭和43年）4月 - 白谷小学校を統合。同時に板取村立板取第一小学校に改称する。
- 1970年（昭和45年）3月 - 岩本小学校が廃校となり、児童の一部が板取第一小学校に転入する。
- 1997年（平成9年）3月31日 - 板取北小学校と統合し、板取小学校の新設により廃校。